# Burey
Burey település Franciaországban, Eure megyében. Lakosainak száma 402 fő (2022. január 1.). Burey Conches-en-Ouche, Faverolles-la-Campagne, Louversey és Portes községekkel határos.

## Népesség
A település népességének változása:
| Lakosok száma | 130  | 180  | 232  | 309  | 382  | 388  | 400  | 404  | 405  | 402  |
|               | 1968 | 1982 | 1990 | 2006 | 2013 | 2015 | 2017 | 2019 | 2020 | 2022 |